# Oskar Moll

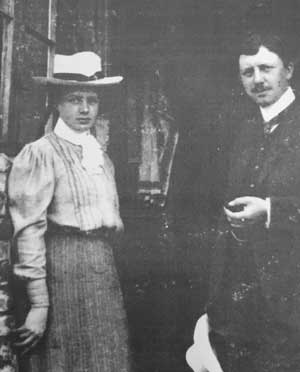
Oskar y Marg Moll (hacia 1906)

Oskar Moll (nacido el 21 de julio de 1875 en Brieg, provincia de Silesia (Reino de Prusia); † el 19 de agosto de 1947 en Berlín) fue un pintor y artista gráfico expresionista alemán.

## Vida y obra
Oskar Moll estudió en Múnich y Berlín, entre otros con Lovis Corinth, y en 1907 viajó a París, donde conoció a Henri Matisse. Oskar Moll se casó con la escultora y pintora Marg Moll en 1906. Junto con Hans Purrmann, su esposa Marg y otros, fundó la Academia Matisse en 1908, que duró hasta 1911. Oskar Moll era miembro de la Asociación de Artistas Alemanes.

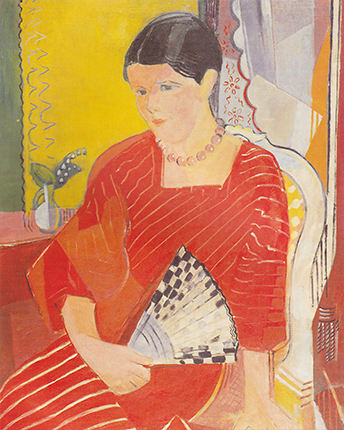
Brigitte con un vestido rojo (1934)

En 1918 se convirtió por primera vez en profesor en la Academia Estatal de Artes y Artes Aplicadas de Breslau, y desde 1925 hasta su cierre en 1932 fue su director. Luego fue a la Academia de Arte de Düsseldorf, pero después de que los nacionalsocialistas llegaron al poder en 1933, fue difamado como "artista degenerado" y despedido.  En 1937, 33 de sus obras fueron confiscadas en doce museos como parte de la campaña contra el “Arte Degenerado”; Ese mismo año fue nuevamente difamado en la exposición nazi Arte Degenerado. 
En sus cuadros, Moll combina estructuras lineales con las áreas coloreadas y crea así representaciones abstractas y líricas de paisajes, naturalezas muertas y retratos. Las imágenes están animadas por acentos de color contrastantes y representaciones ornamentales de los motivos.

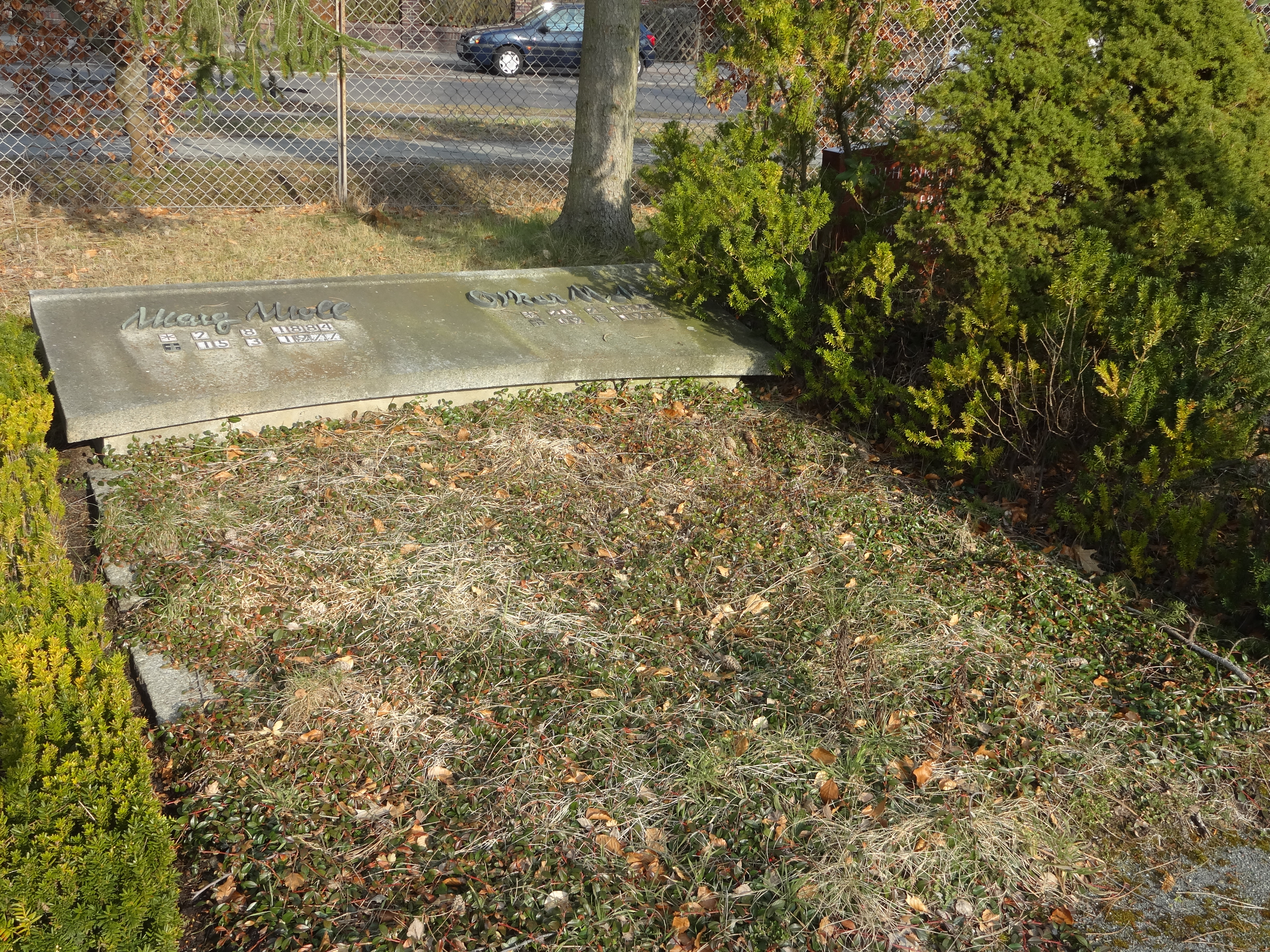
Tumba del pintor y su esposa

Moll está enterrado con su esposa en el cementerio de Zehlendorf. La tumba fue designada tumba honoraria por la ciudad de Berlín en 1987.

## Exposiciones (selección)
- 1920: Dresde, Galería Ernst Arnold (catálogo)
- 1925: Breslau, Sociedad de Amigos del Arte – exposición de aniversario (catálogo)
- 1946: Berlín, Haus am Waldsee - con Willy Jaeckel (catálogo)
- 1946/1947 Leipzig, Museo de Bellas Artes (“Arte de Alemania Central”)[4]
- 1948: Duisburgo, Museo Municipal de Arte - exposición conmemorativa (catálogo)
- 1950: Dortmund, Museo am Ostwall - con más estaciones (catálogo)
- 1960: Nueva York, Galerías Leonard Hutton (catálogo)
- 1966: Bad Godesberg/Bonn, Galerie Pro/Bahnhof Rolandseck (exposición de la finca sin catálogo)
- 1967: Duisburgo, Museo Wilhelm Lehmbruck - exposición conmemorativa (catálogo)
- 1975: Tréveris, Museo Municipal, Simeonstift - exposición conmemorativa (catálogo)
- 1982: Berlín, Casa en Lützowplatz (catálogo)
- 1997: Maguncia, Museo Estatal, etc. a. – última gran retrospectiva (catálogo)

## Selección de pinturas

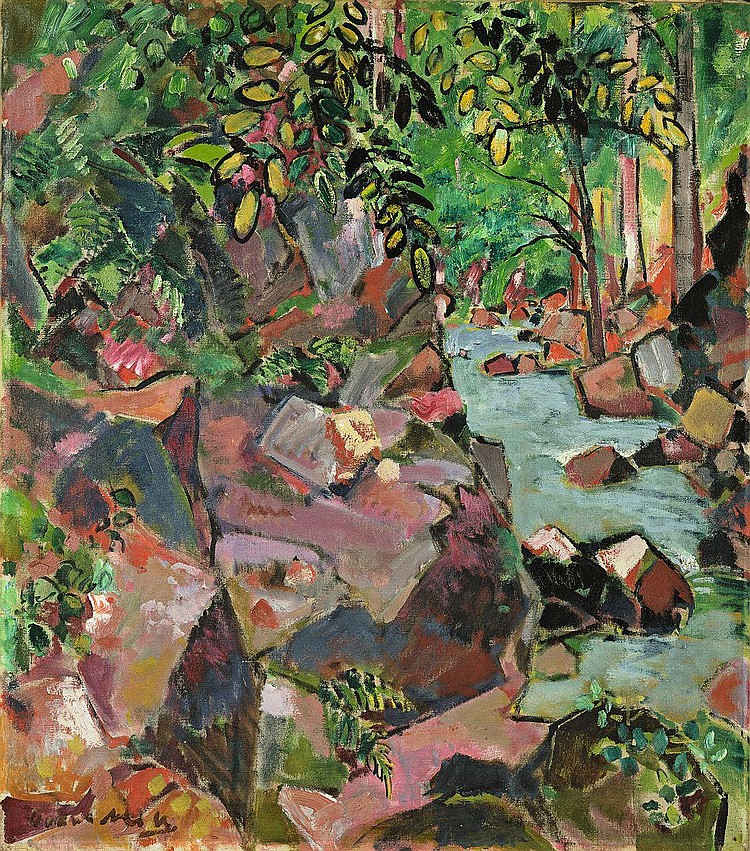
Paisaje con torrente
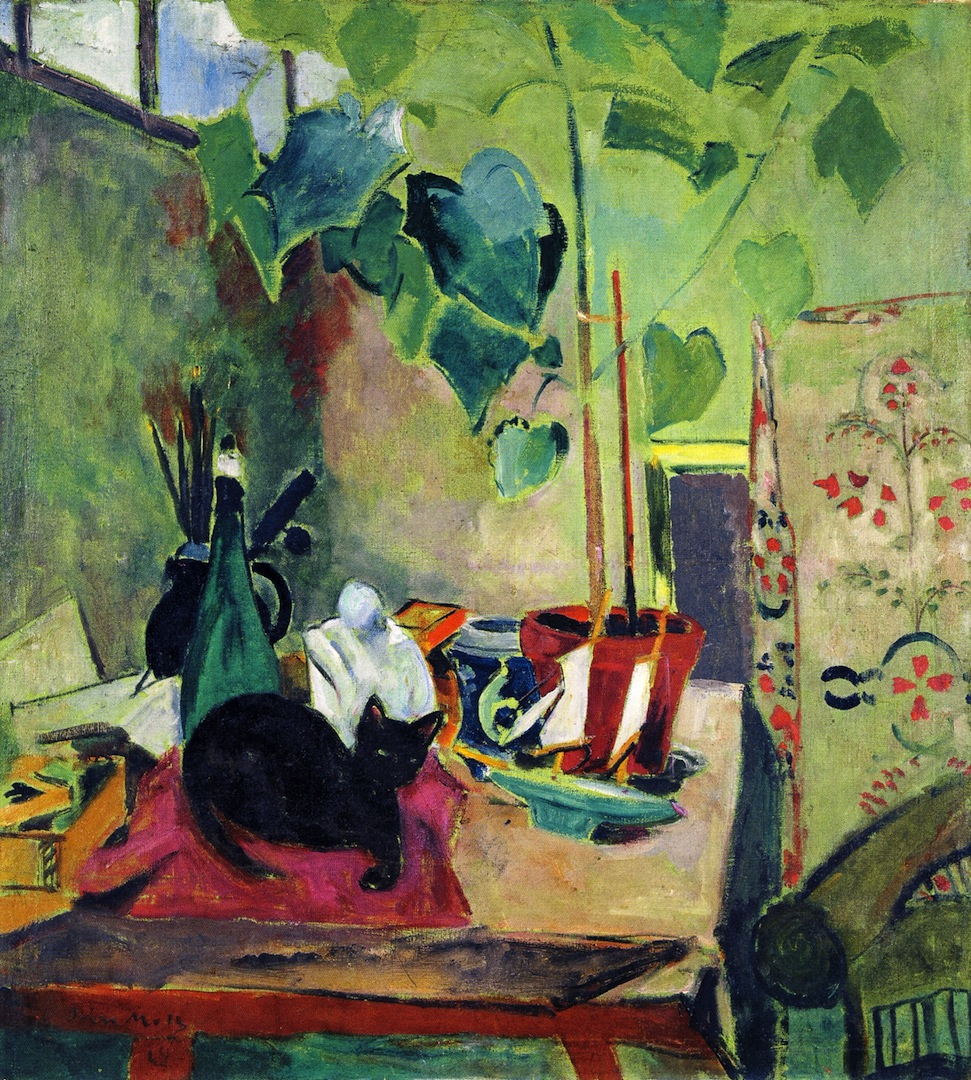
Gato y planta
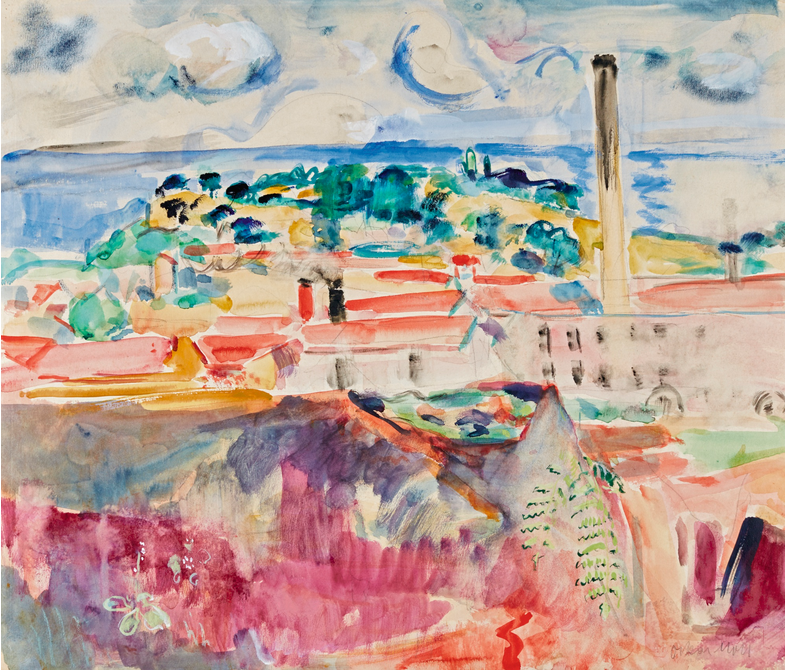
Paisaje del sur con factoría
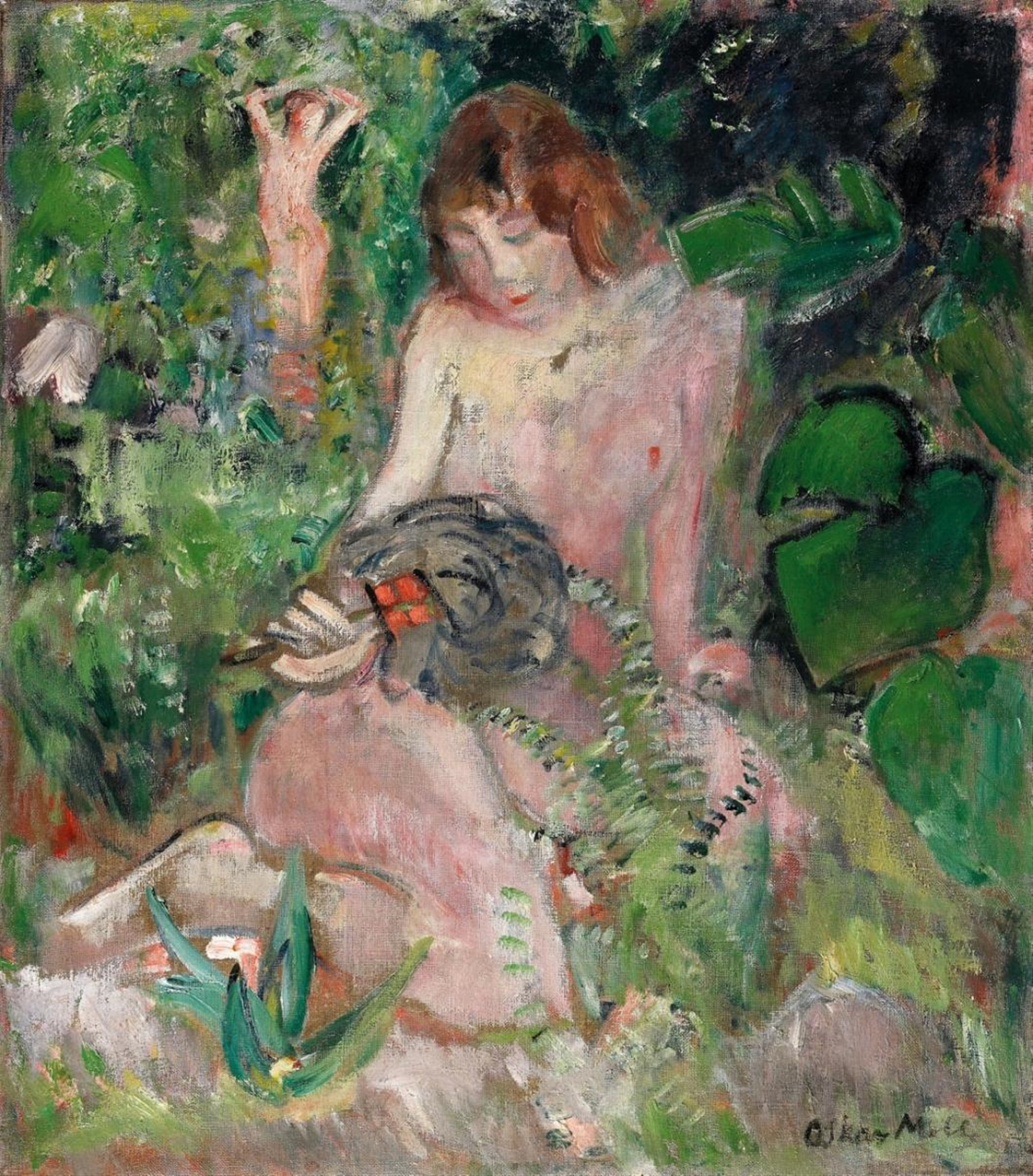
Desnudo